# فایو پوینتس، شهرستان فرسنو، کالیفرنیا
فایو پوینتس (به انگلیسی: Five Points) یک منطقهٔ مسکونی در ایالات متحده آمریکا است که در شهرستان فرسنو، کالیفرنیا واقع شده‌است. فایو پوینتس ۶۸ متر بالاتر از سطح دریا واقع شده‌است.